# Grand Prix automobile du Canada 2005
GP précédent GP suivant
Le Grand Prix automobile du Canada 2005 (Formula 1 Grand Prix du Canada 2005), disputé sur le circuit Gilles-Villeneuve de Montréal le 12 juin 2005, est la 739e épreuve de l'histoire du championnat du monde de Formule 1 courue depuis 1950 et la huitième manche du championnat 2005.

## Qualifications

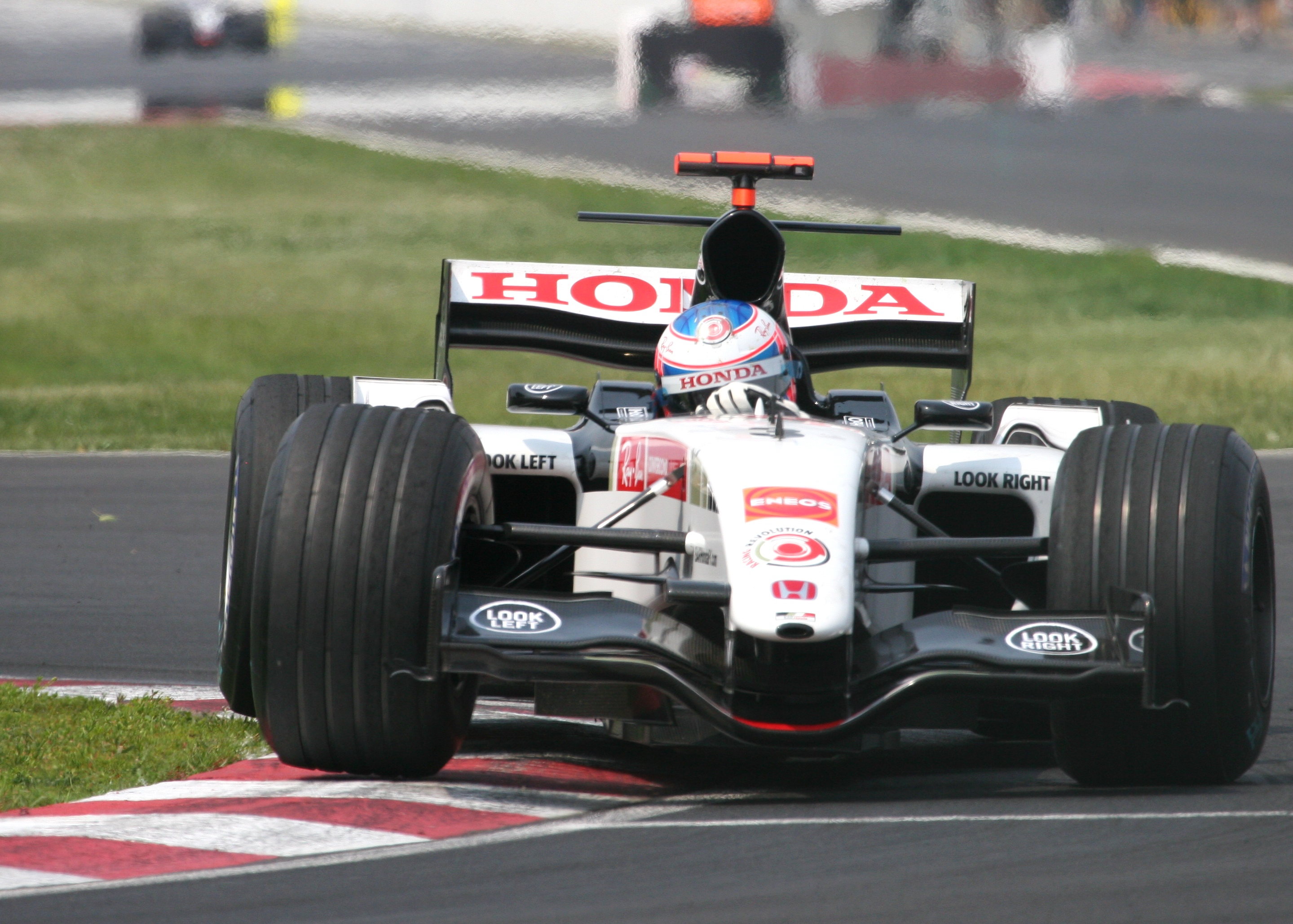
Jenson Button, sur la BAR-Honda, réalise la pole position du Grand Prix du Canada 2005.

| Pos | N° | Pilote               | Écurie            | Temps          | Écart     |
| --- | -- | -------------------- | ----------------- | -------------- | --------- |
| 1   | 3  | Jenson Button        | BAR-Honda         | 1 min 15 s 217 |           |
| 2   | 1  | Michael Schumacher   | Ferrari           | 1 min 15 s 475 | + 0 s 258 |
| 3   | 5  | Fernando Alonso      | Renault           | 1 min 15 s 561 | + 0 s 344 |
| 4   | 6  | Giancarlo Fisichella | Renault           | 1 min 15 s 577 | + 0 s 360 |
| 5   | 10 | Juan Pablo Montoya   | McLaren-Mercedes  | 1 min 15 s 669 | + 0 s 452 |
| 6   | 4  | Takuma Satō          | BAR-Honda         | 1 min 15 s 729 | + 0 s 512 |
| 7   | 9  | Kimi Räikkönen       | McLaren-Mercedes  | 1 min 15 s 923 | + 0 s 706 |
| 8   | 11 | Jacques Villeneuve   | Sauber-Petronas   | 1 min 16 s 116 | + 0 s 899 |
| 9   | 16 | Jarno Trulli         | Toyota            | 1 min 16 s 201 | + 0 s 984 |
| 10  | 17 | Ralf Schumacher      | Toyota            | 1 min 16 s 362 | + 1 s 145 |
| 11  | 12 | Felipe Massa         | Sauber-Petronas   | 1 min 16 s 661 | + 1 s 444 |
| 12  | 14 | David Coulthard      | Red Bull-Cosworth | 1 min 16 s 890 | + 1 s 673 |
| 13  | 8  | Nick Heidfeld        | Williams-BMW      | 1 min 17 s 081 | + 1 s 864 |
| 14  | 7  | Mark Webber          | Williams-BMW      | 1 min 17 s 749 | + 2 s 532 |
| 15  | 21 | Christijan Albers    | Minardi-Cosworth  | 1 min 18 s 214 | + 2 s 997 |
| 16  | 15 | Christian Klien      | Red Bull-Cosworth | 1 min 18 s 249 | + 3 s 032 |
| 17  | 19 | Narain Karthikeyan   | Jordan-Toyota     | 1 min 18 s 664 | + 3 s 447 |
| 18  | 18 | Tiago Monteiro       | Jordan-Toyota     | 1 min 19 s 034 | + 3 s 817 |
| 19  | 20 | Patrick Friesacher   | Minardi-Cosworth  | 1 min 19 s 574 | + 4 s 357 |
| 20  | 2  | Rubens Barrichello   | Ferrari           | Pas de temps   |           |

## Classement de la course

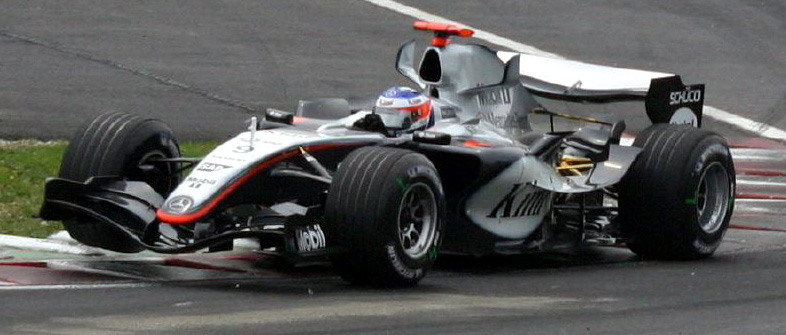
Raikkonen, futur vainqueur, au 4e tour du Grand Prix

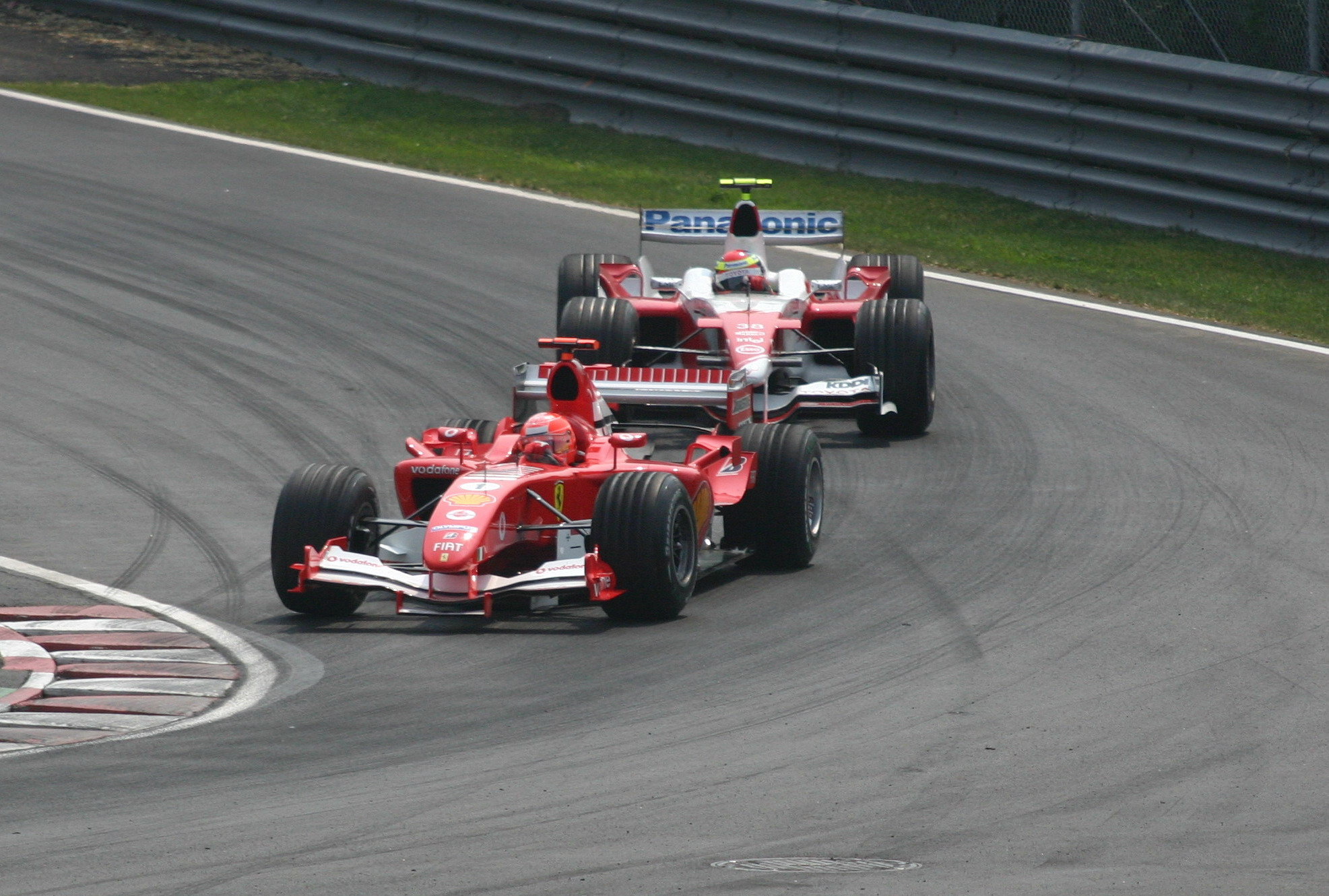
Michael Schumacher devant Ricardo Zonta lors des essais du vendredi

| Pos  | N° | Pilote               | Écurie            | Tours | Temps/Abandon                      | Grille | Points |
| ---- | -- | -------------------- | ----------------- | ----- | ---------------------------------- | ------ | ------ |
| 1    | 9  | Kimi Räikkönen       | McLaren-Mercedes  | 70    | 1 h 32 min 09 s 290 (198,755 km/h) | 7      | 10     |
| 2    | 1  | Michael Schumacher   | Ferrari           | 70    | + 1 s 137                          | 2      | 8      |
| 3    | 2  | Rubens Barrichello   | Ferrari           | 70    | + 40 s 483                         | 20     | 6      |
| 4    | 12 | Felipe Massa         | Sauber-Petronas   | 70    | + 55 s 139                         | 11     | 5      |
| 5    | 7  | Mark Webber          | Williams-BMW      | 70    | + 56 s 400                         | 14     | 4      |
| 6    | 17 | Ralf Schumacher      | Toyota            | 69    | + 1 tour                           | 10     | 3      |
| 7    | 14 | David Coulthard      | Red Bull-Cosworth | 69    | + 1 tour                           | 12     | 2      |
| 8    | 15 | Christian Klien      | Red Bull-Cosworth | 69    | + 1 tour                           | 16     | 1      |
| 9    | 11 | Jacques Villeneuve   | Sauber-Petronas   | 69    | + 1 tour                           | 8      |        |
| 10   | 18 | Tiago Monteiro       | Jordan-Toyota     | 67    | + 3 tours                          | 18     |        |
| 11   | 21 | Christijan Albers    | Minardi-Cosworth  | 67    | + 3 tours                          | 15     |        |
| Abd. | 16 | Jarno Trulli         | Toyota            | 62    | Freins                             | 9      |        |
| Abd. | 3  | Jenson Button        | BAR-Honda         | 46    | Accident                           | 1      |        |
| Abd. | 8  | Nick Heidfeld        | Williams-BMW      | 43    | Moteur                             | 13     |        |
| Abd. | 4  | Takuma Satō          | BAR-Honda         | 41    | Freins                             | 6      |        |
| Abd. | 20 | Patrick Friesacher   | Minardi-Cosworth  | 39    | Hydraulique                        | 19     |        |
| Abd. | 5  | Fernando Alonso      | Renault           | 38    | Suspension                         | 3      |        |
| Abd. | 6  | Giancarlo Fisichella | Renault           | 32    | Hydraulique                        | 4      |        |
| Abd. | 19 | Narain Karthikeyan   | Jordan-Toyota     | 24    | Suspension                         | 17     |        |
| Dsq. | 10 | Juan Pablo Montoya   | McLaren-Mercedes  | 52    | Drapeau noir                       | 5      |        |

## Pole position et record du tour
- Pole position : Jenson Button en 1 min 15 s 217
- Tour le plus rapide : Kimi Räikkönen en 1 min 14 s 384 au 23e tour.

## Tours en tête
- Giancarlo Fisichella : 32 (1-32)
- Fernando Alonso : 6 (33-38)
- Juan Pablo Montoya : 10 (39-48)
- Kimi Räikkönen : 22 (49-70)

## Statistiques
Ce Grand Prix du Canada 2005 représente :
- 2e pole position pour  Jenson Button.
- 2e et dernière pole position pour BAR.
- 5e victoire pour Kimi Räikkönen.
- 141e victoire pour McLaren en tant que constructeur.
- 46e victoire pour Mercedes en tant que motoriste.
- 60e podium pour Rubens Barrichello.
- Juan Pablo Montoya reçoit un drapeau noir pour être sorti de la ligne droite des stands sous lumière rouge, signalant l'approche de la voiture de sécurité.
- Takuma Satō est rentré au stand au vingt-deuxième tour puis il est reparti au quarante-sixième tour pour finalement renoncer définitivement au soixante-quatrième.